# ابوالعباس فضل بن حاتم نیریزی
ابوالعباس فضل بن حاتم نیریزی از منجمان مشهور قرن سوم هجری و از معاصرین معتضد خلیفهٔ عباسی بود. وی در رشته‌های مختلف دست داشت و از او آثاری مانده‌است که از آن جمله جداول نجومی و رساله‌ایست در باب اسطرلاب کردن که مهم‌ترین کتاب در این موضوع به زبان عربی است. دهخدا در دو جا از این دانشمند نامبرده و او را در نجوم خاصه در هیئت برجسته دانسته‌است. آقای ذبیح‌الله صفا وی را بعد از خوارزمی بزرگترین ریاضی‌دان عالم اسلام می‌داند. او از مقربان معتضد بالله خلیفهٔ عباسی بود و در بغداد با اکرام و اعزاز می‌زیست و در سال ۳۰۹-۳۱۰ هجری قمری درگذشت. ابوالعباس در کتب خارجی به نام لاتینی "Anaritius"  شهرت دارد.